# Вильяфанье, Анхель де
Анхель де Вильяфанье (исп. Ángel de Villafañe, 1504 — ?) — испанский конкистадор.

## Биография
Анхель был сыном Хуана де Вильяфанье и Каталины де Вальдес, которые были уроженцами Леона. В 1513 году, в возрасте 9 лет, Анхель вместе со своим отцом на флотилии Педрариаса Давилы прибыл в Санта-Мария-ла-Антигуа дель Дарьен.
В 1523 году Анхель в составе экспедиции Франсиско де Гарая отправился к реке Пануко, однако потом передумал, решил присоединиться к Кортесу, и прибыл в Мехико. Там он женился на донье Инес де Каравахаль (родственнице Педро де Альварадо), и стал известен как «один из главных дворян» («uno de los principales caballeros») города.
Вильяфанье принял участие в завоевании Мичоакана и Колимы, подавлении восстаний чонталей Табаско, сапотеков и михе, за что получил энкомьенду в Ксальтепеке. Также участвовал в подавлении восстания в Халиско, был капитаном корабля когда Кортес исследовал тихоокеанское побережье Мексики.
В 1553 году Вильяфанье оказался втянут в политическую борьбу, арестовав по приказу вице-короля королевского инспектора Диего Рамиреса. Оказавшись в тисках между вице-королём и Королевской аудиенсией Мехико, он решил обезопасить себя, написав письмо королю Карлу I. Письмо было отправлено в 1554 году на барке «San Andrés», вышедшем в составе группы из четырёх судов, однако налетел ураган, и остальные три судна потерпели крушение возле берегов острова Падре. Когда в начале июня пришла весть о кораблекрушении, вице-король немедленно отправил туда корабли, а Вильяфанье поручил добраться туда по суше. 22 июля 1554 года он встретился с Гарсией де Эскаланте Альварадо (племянником Педро де Альварадо), командовавшим морской спасательной экспедицией, и они вместе занимались спасением богатств с разбившихся у острова Падре кораблей до 12 сентября.
Эти и другие крушения дали рождение идее основания на северном побережье Мексиканского залива поселения, которое бы сделало плавание более безопасным и помогало бы быстрее приходить на помощь. С этой целью в августе 1559 года в залив Пенсакола была отправлена экспедиция под командованием Тристана де Луны. Год спустя выяснилось, что основание поселения провалилось, и Вильяфанье был послан на смену Луне. Он прибыл к месту высадки в марте 1561 года и, оставив там 50 человек, вывез остальных 230 (из 1500, прибывших двумя годами ранее) на атлантическое побережье (современный американский штат Джорджия), однако пока они там искали удобное место для высадки — налетел ураган. Вильяфанье отвёл свой потрёпанный бурей флот на Эспаньолу, а затем в Гавану, где многие из его солдат дезертировали. Проведя на Кубе 3 месяца, Вильяфанье вернулся в Пенсаколу, забрал оттуда оставшихся 50 человек, после чего отбыл в Мексику.
Вице-король Луис де Веласко собрал его и других участников неудачной попытки основания поселения во Флориде на совещание по вопросу дальнейших попыток создания поселений. Решение совещания было отрицательным, и все дальнейшие попытки колонизации Флориды предпринимались из Испании, а не из Нового Света.
О дальнейшей судьбе Вильяфанье сведений не имеется.